# محمدحسین بن خلف تبریزی
محمدحسین بن خَلَف تبریزی یا برهان خَلَف تبریزی متخلص به برهان مؤلف فرهنگ لغت برهان قاطع، تألیف ۱۰۶۲ قمری (۱۰۳۰ هـ. ش/ ۱۶۵۱ م) است.
برهان تبریزی' (متوفی ۱۰۶۲ هجری قمری / ۱۶۵۱ میلادی) زبان‌شناس و شاعر اهل تبریز بود از زندگی او اطلاعی در دست نیست جز اینکه در سدهٔ یازدهم قمری در هند می‌زیست و برهان قاطع را به نام سلطان عبدالله قطب‌شاه در حیدرآباد، دکن تألیف کرد.
محمدحسین بن خلف تبریزی، متخلص به «برهان»، صاحب فرهنگ لغت «برهان قاطع» است که در ۱۰۶۲ق/۱۶۵۲م نوشته شده است. او در عهد خود، جامع فنون بود و شعر نیز می‌سرود.
دانسته‌های ما دربارهٔ او بسیار اندک است. همین‌قدر می‌دانیم که او اصلاً تبریزی بوده و چون دیگر ارباب فضل و ادب در آن عصر، به هند رفته است. او در حیدرآباد دکن اقامت گزید و همنشین کسانی مانند شیخ شمس‌الدین محمد عاملی، مشهور به ابن خاتون (د ۱۰۵۹ق) بود و حواشی جامع عباسی را به خواهش همو استخراج و مدون ساخت. برهان تبریزی همچنین مدتی را در خدمت سلطان عبدالله قطب‌شاه بن قطب‌شاه (حکومت ۱۰۳۶–۱۰۸۳ق/۱۶۲۷–۱۶۷۲م)، از پادشاهان سلسله قطب‌شاهی هند گذراند و فرهنگ خود را به او هدیه کرد.
از برهان تبریزی، علاوه بر این کتاب، دو ماده تاریخ هم باقی مانده است: یکی دربارهٔ تجدید بنای قصر «ندی محل» در ۱۰۵۰ق/۱۶۴۰م و دیگری در فتح «اودگیر» در ۱۰۵۳ق/۱۶۴۳م
سال‌ها پیش از تألیف برهان قاطع، گسترش زبان فارسی در منطقه و انتشار دیوان شاعران بزرگ در دربار سلاطین هند مانند اکبر، جهان‌گیر و شاه‌جهان، سبب شده بود که تمایلی عمومی نسبت به درک ظرایف و دقایق آثار این شاعران پدید آید؛ بدین‌سبب، ادیبان و لغت‌شناسان به نگارش و تدوین فرهنگ‌های فارسی روی آوردند و بدین‌ترتیب، دو دوره فرهنگ‌نویسی شکل گرفت: دوره نخست که تا سده ۱۱ق، ادامه یافت، دوره جمع‌آوری لغات است و دوره دوم که از سده ۱۱ق، آغاز می‌شود، دوره‌ای است که در آن لغات مورد نقد و تحقیق نیز قرار گرفت. برهان قاطع، متعلق به دوره نخست است.